# Carlo II di Cossé
Carlo II di Cossé (castello di Ételan, 1562 – castello di Brissac, giugno 1621) è stato un nobile e militare francese, conte e poi duca di Brissac, nonché maresciallo e pari di Francia.

## Biografia

### Origini e famiglia

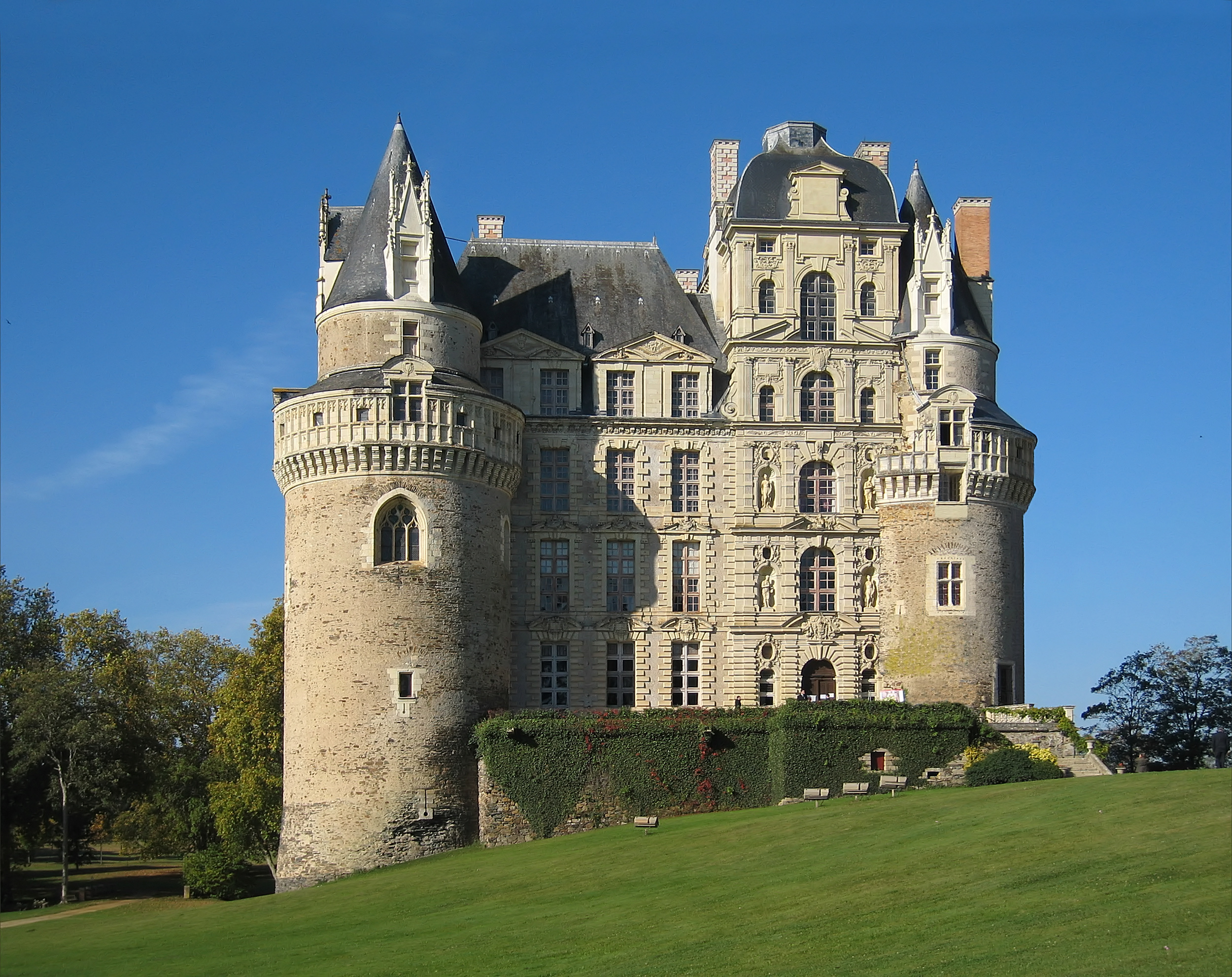
Il castello di Brissac.

Figlio di Carlo I di Cossé, conte di Cossé-Brissac, era il fratello minore di Timoleone di Cossé, dopo la cui morte fu nominato Gran falconiere di Francia.
Il 6 ottobre 1579 sposò Judith d'Acigné, dalla quale ebbe una figlia (suora carmelitana con il nome di Suor Angelica della Trinità) e due figli, Francesco, che gli succedette come duca e pari, e Carlo, marchese di Acigné. Alla morte della moglie nel 1598 si risposò, il 21 maggio 1602, con Luisa d'Ongnies, vedova di Robert de Sepois.

### Carriera militare
Egli fu colonnello di dodici bande di fanteria, che presero il nome di Brissac, e che comandò fino all'evacuazione del Piemonte nel 1574. Nel 1582 si imbarcò sulla flotta comandata da Filippo Strozzi, che portava 6000 uomini in soccorso ad Antonio I del Portogallo, e li condusse alle isole Azzorre, sull'isola di Terceira, che parteggiava ancora per il sovrano. Le truppe scesero sull'isola di San Michele, sconfissero duemila spagnoli e presero possesso di Vila Franca do Campo. La flotta spagnola sopraggiunse subito dopo, ingaggiando una battaglia in cui Strozzi fu ferito a morte. La nave del conte de Brissac, crivellata di spari, si inabissò; egli riuscì a fuggire e a tornare in Francia con i resti della flotta.
Ottenne il controllo del castello di Angers ed appoggiò il duca di Guisa nel 1586, durante la presa di Douai e di Rocroi e le battaglie di Vimori e Auneau. Il principe lo mandò a Parigi nel 1588 per controllare un quartiere della capitale che si voleva sollevare contro il re. Egli fu il primo a costruire delle vere e proprie barricate e, assistito dagli abitanti del faubourg Saint-Germain, rinchiuse tra i ponti Crillon, di fatto bloccando ogni suo movimento. Bloccò il tumulto e protesse le guardie svizzere che il popolo maltrattava e le portò al Louvre.
Egli presiedette la commissione della nobiltà agli Stati Generali di Blois nel 1588. Enrico III lo fece arrestare dopo la morte del duca di Guisa, ma rimise subito in libertà. Allora il Cossé-Brissac prese le parti della lega cattolica, difendendo Falaise, dove il re lo fece prigioniero. Carlo di Guisa, per il suo impegno, lo nominò governatore di Poitou, di La Rochelle, dei pays d'Aunis e dell'isola di Ré; le resse fino al 1594. Mayenne lo nominò maresciallo nel 1593 e lo innalzò a governatore di Parigi nel gennaio 1594, titolo che poi restituì ad Enrico IV il 22 marzo. François d'Espinay de Saint-Luc, cognato del Cossé-Brissac, che aveva organizzato la sua riconciliazione con il re, rifiutò il titolo di maresciallo di Francia, che venne assegnato a Carlo.
Fu decorato cavaliere dell'Ordine del Re nel 1595 e comandò l'esercito in Bretagna nel 1596, sconfisse nel 1597 le truppe del duca di Mercœur a Messac e prese Dinan, Quimper e Hennebont. Nominato duca e pari di Francia nel 1611, accompagnò Luigi XIII in Guyenna nel 1615, dove il monarca si era recato per incontrare la futura regina Anna d'Austria.
Nel 1615, essendo già luogotenente generale della provincia, divenne governatore della Bretagna, fino a quando suo figlio gli succedette nel 1621.

### Ultimi anni e morte
L'11 gennaio 1616, insieme a Villeroy, segretario di stato, concluse una tregua con il principe e il successivo 3 maggio la pace di Loudun. Partecipò al convegno dei nobili del regno, tenutosi a Rouen nel 1617 e si recò nell'esercito nel 1621, ma si ammalò nell'assedio di Saint-Jean-d'Angély e fu trasportato al castello di Brissac, dove morì nel giugno dello stesso anno.